# Tölt

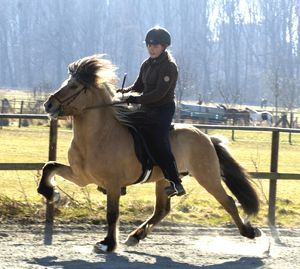
Tölt

Tölt is een wijze van lopen die vooral bekend is van het IJslandse paard. De voetvolgorde van tölt is gelijk aan die van stap. Het verschil zit echter in het optillen en neerzetten van de hoeven. Gevolg hiervan is, dat het paard in stap afwisselend op twee of op drie benen staat en in tölt op twee benen of op één been tegelijk steunt.
Een IJslands paard kan in tölt verschillende tempo's lopen; dit varieert van een langzame draf tot een flinke galop. Doordat er in tölt geen zweefmoment bestaat, zoals in galop, en het paard ook niet opgooit, zoals in draf, ervaart de ruiter ook nooit (onaangename) opwaartse bewegingen en kan men ontspannen in het zadel blijven zitten. In tölt draagt het paard zijn hoofd en hals hoog. Er ontstaat een trotse beweging, versterkt door het ritmisch meedansen van de staart. Het gewicht wordt voornamelijk door de achterhand gedragen, zodat de voorbenen en schouders vrij kunnen bewegen. Bij zeer goede tölters gaat dit gepaard met een hoge knieactie.
Het vergt enige oefening om een paard in tölt te laten lopen. Omdat de draf, de tölt en de telgang ongeveer dezelfde mate van voorwaartse impuls kennen, zijn er subtiele hulpen nodig om het paard juist in deze gang te laten lopen. De voorwaartse (been)hulp moet gepaard gaan met kleine ophoudinkjes, zodat het paard niet gaat aandraven. Om dezelfde reden moet een tölt ook goed onderhouden worden.
Behalve spectaculair is de tölt op de eerste plaats een comfortabele gang, zowel voor het paard als voor de ruiter. Om aan te tonen hoe rustig de ruiter in het zadel zit, wordt in töltdemonstraties vaak met één hand gereden, met in de andere hand een vol glas bier.